# Jacek Raciborski
Jacek Raciborski (ur. 1955) – polski socjolog, wydawca, profesor Uniwersytetu Warszawskiego.

## Życiorys
W 1979 ukończył studia socjologiczne w ówczesnym Instytucie Socjologii Uniwersytetu Warszawskiego (od 2020 r. Wydział Socjologii Uniwersytetu Warszawskiego). Doktoryzował się w 1985 pracą pt. Przemiany ideologii socjalistycznej: Polska 1947–1956, natomiast habilitację uzyskał w 1998 pracą pt. Zachowania wyborcze społeczeństwa polskiego 1989–1995. W styczniu 2013 uzyskał tytuł profesora nauk humanistycznych. Pracuje na Wydziale Socjologii Uniwersytetu Warszawskiego na stanowisku kierownika Katedry Socjologii Polityki. Jest autorem lub współautorem kilkunastu książek oraz ponad 100 artykułów opublikowanych w kraju i za granicą. Prowadził kilka projektów badawczych finansowanych przez Komitet Badań Naukowych, Ministerstwo Nauki i Szkolnictwa Wyższego, Narodowe Centrum Nauki. Od 2014 roku jest redaktorem naczelnym czasopisma naukowego (półrocznik) „Studia Socjologiczno-Polityczne. Seria Nowa”. Członek Komitetu Socjologii PAN kolejnych kadencji poczynając od roku 2010.
Do jego zainteresowań naukowych zaliczają się zagadnienia socjologii polityki, instytucjonalne podstawy ładu politycznego oraz teoria demokracji.
Pod jego kierunkiem stopień naukowy doktora w 2008 uzyskał Przemysław Sadura, w 2014 Wojciech Rafałowski oraz m.in. Agnieszka Kwiatkowska.
Jest założycielem i prezesem Wydawnictwa Naukowego Scholar.

## Publikacje
- "O marksowskiej koncepcji ideologii", Studia Filozoficzne 1980 nr 4
- "Przyczynek do analizy ideologii industrializacji w okresie planu sześcioletniego", „Ekonomista” 1986 nr 3
- "O idiołoskim priedusłowiam reformu u socjalizmu: Iskustwo Polskie, Marksisticzka Misao 1988 nr 2, Beograd
- Rytuał, plebiscyt czy wybory?: socjologiczna analiza wyborów do rad narodowych w 1988 roku, Instytut Socjologii UW, Warszawa 1989
- Polska scena polityczna a wybory (red. wraz S. Gebethnerem), Warszawa 1993
- Naród-władza-społeczeństwo, (red. wraz z A. Jasińską-Kanią), Wydawnictwo Naukowe Scholar, Warszawa 1996
- Polskie wybory: zachowania wyborcze społeczeństwa polskiego w latach 1989–1995, Wydawnictwo Naukowe Scholar, Warszawa 1997
- "How the Voters Respond: Poland", w: K. Lawson, A. Rommele, G. Karasimeonov (red), Cleavages, Parties and Voters. Praeger, Westport, Connecticut, London 1999
- „Antynomie konstytucyjnych wartości w polskim prawie wyborczym”, Studia Prawnicze, 2001, nr 1
- Polityka polska: szkice, 2003
- Demokratie in Polen: Elemente des politischen Systems (współautor J. Wiatr), Barbara Budrich Verlag, Opladen 2005
- Elity rządowe III RP Portret socjologiczny, Wydawnictwo Trio, Warszawa 2006
- „Teoria demokracji a reguły wyborów”, „Nauka” nr 3/2006
- Oswajanie wielkiej zmiany: Instytut Socjologii UW o polskiej transformacji (red. wraz z I. Krzemińskim), Wyd. IFiS PAN, Warszawa 2007
- "Forming Government Elites in a New Demoracy: The Case of Poland”, Communist and Postcommunist Studies, (vol.40) 1/2007
- „Obywatel czasu transformacji – niespełnione nadzieje” , „Ruch Prawniczy, Ekonomiczny i Socjologiczny”, 2009, zeszyt 2
- Praktyki obywatelskie Polaków, Wydawnictwo IFiS PAN, Warszawa 2010
- La Pologne (chaptire 20), w: Jean-Michele de Waele, Paul Magnete (red.) Les democraties europeennes, Armand Colin, Paris 2008, wyd. II zaktualizowane Armand Colin, Paris 2010
- Obywatelstwo w perspektywie socjologicznej, Wydawnictwo Naukowe PWN, Warszawa 2011
- The State and the People: Relations Old and New, "Polish Sociological Review" 1(173)/ 2011
- Państwo w praktyce: style działania, ZW Nomos, Kraków 2017
- Po przełomie 1989 r: konsolidacja demokracji jako wielki temat uniwersyteckiej socjologii warszawskiej, w: M. Wąsowicz (red), Nauki społeczne na Uniwersytecie Warszawskim, seria: Monumenta Universitatis Varsoviensis 1816 -2016, Wydawnictwa Uniwersytetu Warszawskiego, Warszawa 2020
- Logika politycznych konfliktów i ich wyborcze manifestacje, w: Rocznik Strategiczny 2019/2020, t. 25, seria wyd. red. Roman Kuźniar, Wydawnictwo Naukowe Scholar, Warszawa 2020